# SIRPB1
SIRPB1 (англ. Signal regulatory protein beta 1) – білок, який кодується однойменним геном, розташованим у людей на короткому плечі 20-ї хромосоми. Довжина поліпептидного ланцюга білка становить 398 амінокислот, а молекулярна маса — 43 211.
| 10         |  | 20         |  | 30         |  | 40         |  | 50         |
| ---------- |  | ---------- |  | ---------- |  | ---------- |  | ---------- |
| MPVPASWPHL |  | PSPFLLMTLL |  | LGRLTGVAGE |  | DELQVIQPEK |  | SVSVAAGESA |
| TLRCAMTSLI |  | PVGPIMWFRG |  | AGAGRELIYN |  | QKEGHFPRVT |  | TVSELTKRNN |
| LDFSISISNI |  | TPADAGTYYC |  | VKFRKGSPDD |  | VEFKSGAGTE |  | LSVRAKPSAP |
| VVSGPAVRAT |  | PEHTVSFTCE |  | SHGFSPRDIT |  | LKWFKNGNEL |  | SDFQTNVDPA |
| GDSVSYSIHS |  | TARVVLTRGD |  | VHSQVICEIA |  | HITLQGDPLR |  | GTANLSEAIR |
| VPPTLEVTQQ |  | PMRAENQANV |  | TCQVSNFYPR |  | GLQLTWLENG |  | NVSRTETAST |
| LIENKDGTYN |  | WMSWLLVNTC |  | AHRDDVVLTC |  | QVEHDGQQAV |  | SKSYALEISA |
| HQKEHGSDIT |  | HEAALAPTAP |  | LLVALLLGPK |  | LLLVVGVSAI |  | YICWKQKA   |

A: Аланін

C: Цистеїн

D: Аспарагінова кислота

E: Глутамінова кислота

F: Фенілаланін

G: Гліцин

H: Гістидин

I: Ізолейцин

K: Лізин

L: Лейцин

M: Метіонін

N: Аспарагін

P: Пролін

Q: Глутамін

R: Аргінін

S: Серин

T: Треонін

V: Валін

W: Триптофан

Задіяний у такому біологічному процесі, як альтернативний сплайсинг. 
Локалізований у мембрані.